# 마키라울라와주
마키라울라와주(Makira-Ulawa Province)는 솔로몬 제도 남부에 위치한 주로, 마키라섬 등을 포함한다. 주도는 키라키라이며 면적은 3,188km2, 인구는 31,006명(1999년 기준)이다.